# Manowo
Manowo è un comune rurale polacco del distretto di Koszalin, nel voivodato della Pomerania Occidentale.
Ricopre una superficie di 188,57 km² e nel 2005 contava 6 292 abitanti.